# Пожарський Дмитро Павлович
Дмитро́ Па́влович Пожа́рський (1983—2014) — старший солдат Збройних сил України, загинув в ході російсько-української війни.

## З життєпису
Народився 1983 року в місті Умань; закінчив уманську ЗОШ № 8. Створив родину; виховували дітей.
Призваний у квітні 2014 року за мобілізацією. Гранатометник, старший солдат; 14-й батальйон територіальної оборони «Черкаси».
6 жовтня 2014 року загинув у бою з диверсійно-розвідувальним підрозділом проросійських терористів біля Старогнатівки.
Залишились дружина Ірина, двоє малолітніх дітей.

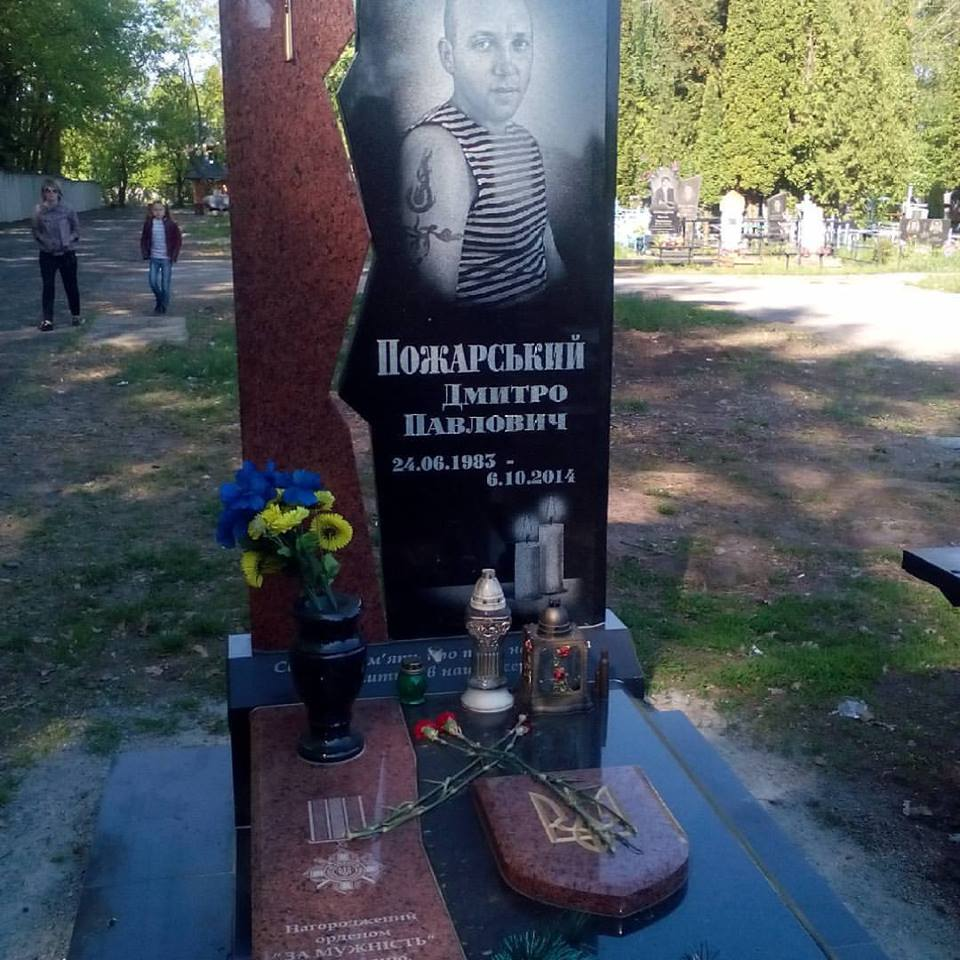
Могила в Умані

Похований в Умані 9 жовтня 2014 року, кладовище «Софіївська Слобідка».

## Нагороди та вшанування
За особисту мужність і героїзм, виявлені у захисті державного суверенітету та територіальної цілісності України, вірність військовій присязі під час російсько-української війни, відзначений — нагороджений
- 27 червня 2015 року — орденом «За мужність» III ступеня (посмертно)
- медаль «За оборону Волновахи» (посмертно)
- в школі № 8, де він навчався, відкрито меморіальну дошку
- в Умані існує провулок Дмитра Пожарського, названий на честь вояка
- Його портрет розміщений на меморіалі «Стіна пам'яті полеглих за Україну» у Києві: секція 4, ряд 9, місце 33
- почесний громадянин Умані (рішення 74-ї сесії Уманської міської ради від 17 вересня 2015 року)